# Раймер, Йохен
Йо́хен Ра́ймер (нем. Jochen Reimer; 6 сентября 1985, Миндельхайм) — профессиональный немецкий хоккеист. Амплуа — вратарь. Игрок клуба «Ингольштадт».

## Карьера
Раймер начал свою профессиональную карьеру в клубе ESV Kaufbeuren, где он играл в период между 2001 и 2003 г. В сезоне 2003/04, когда Раймер играл в Оберлиге за клуб EA Кемптен его присмотрели тренеры из клуба высшей немецкой лиги (DEL) Гамбург Фризерс. В сезоне 2004/05 Раймер уже играл в Гамбурге в качестве резервного вратаря. В 2005 году, так и не закрепившись в Гамбург Фризерс, вернулся в свой первый клуб ESV Kaufbeuren.
После очень успешного сезона (2005/06), Раймер подписал контракт с клубом высшей немецкой лиги ДЕГ Метро Старс вплоть до 2009 года. Особенно ему удался сезон 2008/09, когда он был признан восьмым вратарём лиги. В 2009 году Йохен перешёл в более сильный клуб Гризли Адамс Вольфсбург. В первом же сезоне своего выступления (2009/10) он показал отличные результаты и в итоге стал пятым вратарём лиги, а команда стала третьей в чемпионате. В сезоне 2010/11 стал лучшим вратарём, а команда заняла второе место в чемпионате Германии, уступив в финале плей-офф Айсберен Берлин. В 2011 году переехал в Мюнхен в клуб ЕНС Мюнхен.
У Йохена есть старший брат Патрик, который тоже является профессиональными хоккеистом и играл несколько сезонов вместе с ним в клубах ESV Kaufbeuren и ДЕГ Метро Старс. Сейчас Патрик Раймер является одним из основных игроков клуба ДЕГ Метро Старс, также выступает за сборную Германии.
В составе национальной сборной Германии участник чемпионата мира 2011.